# ジョナサン・フレイクス
ジョナサン・フレイクス（Jonathan Frakes、1952年8月19日 - ）は、アメリカ合衆国ペンシルベニア州生まれの俳優、映画監督。

## 略歴
ペンシルベニア州立大学卒業。
テレビドラマシリーズ『新スター・トレック』で7年間にわたってウィリアム・T・ライカー役を務めて人気を得て、同役およびその鏡像役で他の3つのテレビシリーズ、および4つの映画作品に出演している。
俳優業のかたわら『新スター・トレック』から監督を始め、その後は多くのテレビシリーズや映画の監督を務めている。映画『スタートレック　ファーストコンタクト』において監督をつとめると同時にライカー副長を演じている。このため、「副長が艦長を指揮している」と書かれることもある。フレイクスは新スタートレック、スタートレック:ディープ・スペース・ナイン、スタートレック:ヴォイジャー、スタートレック:ディスカバリー等でいくつかのエピソードも監督している。
テレビアニメ『ガーゴイルズ』で自らが演じたデヴィッド・ザナトスのモデルになったことをネタにしており、長編『ガーゴイルズ ザ・ムービー』ではザナトスの仮装をして案内人を務めている。

## 出演作品

### 映画
- スター・トレック ジェネレーションズ（Star Trek: Generations）- ウィリアム・T・ライカー役
- スター・トレック ファーストコンタクト（Star Trek: First Contact）- ウィリアム・T・ライカー役
- スター・トレック 叛乱（Star Trek: Insurrection）- ウィリアム・T・ライカー役
- ネメシス/S.T.X（Star Trek: Nemesis）- ウィリアム・T・ライカー役
- アブダクション（Devil's Gate）- グリュンウェル保安官役

### テレビドラマ
- 南北戦争物語 愛と自由への大地（North and South）- スタンリー・ハザード役
- 新スター・トレック（Star Trek: The Next Generation）- ウィリアム・T・ライカー役
- スタートレック:ディープ・スペース・ナイン- トーマス・ライカー役
- スタートレック:ヴォイジャー - ウィリアム・T・ライカー役
- スタートレック:エンタープライズ - ウィリアム・T・ライカー役
- ロズウェル - 星の恋人たち ゲスト
- スタートレック:ピカード - ウィリアム・T・ライカー役

### テレビアニメ
- ガーゴイルズ（Gargoyles）- デヴィッド・ザナトス/スカイガーゴイル、コヨーテシリーズ役
- スタートレックːローワー・デッキ - ウィリアム・T・ライカー役

## 監督作品

### 映画
- スター・トレック ファーストコンタクト（Star Trek: First Contact）(1996)
- スター・トレック 叛乱（Star Trek: Insurrection）(1998)
- タイムマイン（Clockstoppers）(2002)
- サンダーバード（Thunderbirds）(2004)
- The Librarian: Return to King Solomon's Mines (2006)
- The Librarian: Curse of the Judas Chalice (2008)

### テレビドラマ
- 新スター・トレック (1990-1994) 3.16, 4.07, 4.21, 5.18, 6.09, 6.20, 7.08, 7.14
- スタートレック:ディープ・スペース・ナイン (1994-1995) 3.02, 3.08, 3.13
- スター・トレック:ヴォイジャー (1995-1996) 2.03, 2.07 2.13
- Diagnosis Murder (1996) 3.18
- ロズウェル - 星の恋人たち (1999-2000) 1.07, 1.19, 1.21 3.04, 3.08
- トワイライト・ゾーン (2002) episode 11/12
- Masters of Science Fiction (2007) episode 4
- レバレッジ 〜詐欺師たちの流儀 12エピソード
- Dollhouse
- キャッスル 〜ミステリー作家は事件がお好き　3エピソード
- NCIS:LA 〜極秘潜入捜査班　6エピソード
- V
- Persons Unknown　3エピソード
- The Good Days 2エピソード
- The Glades　3エピソード
- バーン・ノーティス 元スパイの逆襲 5エピソード
- Bar Karma
- フォーリング スカイズ　3エピソード
- King & Maxwell
- エージェント・オブ・シールド
- スイッチ 〜運命のいたずら　2エピソード
- Hit the Floor　2エピソード
- ライブラリアンズ 10エピソード

- 宇宙探査艦オーヴィル The Orville (2017-) 1.05 2.12
- スター・トレック:ディスカバリー (Star Trek: Discovery) (2018-2024) 1.10 2.02 2.09 3.03 3.08 3.12 4.6 5.9
- The Arrangement (2018).
- スタートレック:ピカード (2020-2023)　1.04 1.05 2.05 2.06 3.03 3.04
- スタートレック:ストレンジ・ニュー・ワールド Star Trek: Strange New Worlds (2023) 2.07
- レバレッジ  詐欺師たちの償い　2エピソード

## 制作作品
- ロズウェル - 星の恋人たち (Roswell) (1999)